# (72519) 2001 DR87
(72519) 2001 DR87 – planetoida z pasa głównego asteroid okrążająca Słońce w ciągu 3,56 lat w średniej odległości 2,33 j.a. Odkryta 21 lutego 2001 roku.